# 向日葵 (映画)
『向日葵』（ひまわり）は、2004年に製作された日本映画。監督は、河村昌伸・勅使河原雄蔵。75分。

## 概要
名古屋を拠点として活動する、同性愛者のためのHIV予防啓発団体「ANGEL LIFE NAGOYA」が、毎年6月に名古屋で開催されるNLGR（NAGOYA LESBIAN & GAY REVOLUTION）2004用に制作したビデオ。1980年代、まだエイズが死に至る病だった頃の、NLGRのコアメンバーである「NOBU」の友人に関する実話。

## キャスト
- 後藤純一/元Badi（バディ）編集部
- シンヤ
- 良一

## 上映
- 2004年『NLGR（NAGOYA LESBIAN & GAY REVOLUTION）』（名古屋・6月）
- 2004年『七夕ひろば～自主制作映画上映＆トークセッション～』 （仙台・戦災復興記念館・8月7日）[3]
- 『2004 AIDS文化フォーラムin横浜』（横浜・かながわ県民センター・8月7日）[4]
- 『GUTS2004』（東京・新宿二丁目Akta・8月21日）
- 2005年（第14回）東京国際レズビアン&ゲイ映画祭STOP HIV&AIDSプログラム（7月18日）[5]同時上映はJunchan監督による『検査なんて怖くない』